# Карвоэйру (Масан)
Карвоэ́йру (порт. Carvoeiro) — район (фрегезия) в Португалии, входит в округ Сантарен. Является составной частью муниципалитета Масан. По старому административному делению входил в провинцию Бейра-Байша. Входит в экономико-статистический субрегион Пиньял-Интериор-Сул, который входит в Центральный регион. Население составляет 794 человека на 2001 год. Занимает площадь 49,79 км².
Покровителем района считается Иоанн Креститель (порт. São João Baptista).